# 合成燃料

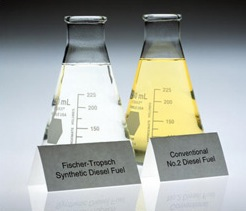
费托合成燃料與傳統燃料相比。合成燃料清澈如水是因為近沒有硫和芳烴。

合成燃料(Synthetic fuel, 或 synfuel)是液體燃料，其獲得是來自煤，天然氣，油頁岩，或生物質。它也可以指燃料來自其他固體，如塑料或橡膠廢物。它也可能（不經常）指以類似的方式產生的氣體燃料。“合成燃料”術語常見用途的是描述燃料生產通過费托合成(Fischer–Tropsch process)，甲醇汽油轉換，或直接煤液化燃料。
至2009年7月，世界各地的商業合成燃料生產量超過每天24萬桶（38000m3 / 日），新的建設或開發項目多。
目前主要通过补贴获得生产，为将来石油资源耗尽可能出现的能源危机提供解决方案。但由于煤炭和天然气也是不可再生能源，所以能源危机并没有因此而获得真正解决。

## 参阅
- 生物燃料
- 丁醇燃料
- 裂化反应
- 甲醇经济
- 合成润滑油
- 裂解